# (53157) Akaishidake
(53157) Akaishidake (1999 CP) – planetoida z pasa głównego asteroid okrążająca Słońce w ciągu 4,09 lat w średniej odległości 2,56 j.a. Odkryta 5 lutego 1999 roku.